# Igor Ivanovich Dobrovolsky
Igor Ivanovich Dobrovolski (tiếng Nga: Игорь Иванович Добровольский, tiếng Ukraina: Ігор Іванович Добровольський, Ihor Ivanovych Dobrovolskyi; sinh ngày 27 tháng 8 năm 1967) là một cựu tuyển thủ Đội tuyển bóng đá quốc gia Liên Xô, Đội tuyển bóng đá quốc gia Nga, và hiện là huấn luyện viên đội tuyển bóng đá quốc gia Moldova.

## Xuất thân
Igor Dobrovolski sinh ngày 27 tháng 8 năm 1967 tại làng Markove, Rozdilnianskyi Raion, Odessa (Ukraina, lúc đó nằm trong Liên Xô). Ông là người Nga lai Moldova.
Lúc nhỏ, Dobrovolski tập bóng đá tại Trường thể thao thanh thiếu niên Tiraspol số 4 ở Transnistria, Moldova ngày nay.

## Sự nghiệp cầu thủ
Ở cấp câu lạc bộ, Dobrovolski từng chơi cho FC Nistru Chişinău, Dynamo Moskva, CD Castellón, Servette FC, Olympique de Marseille, Genoa C.F.C., Atlético de Madrid, Fortuna Düsseldorf và Tiligul Tiraspol. Trưởng thành từ Dinamo Moskva, sau những thành tích quốc tế từ năm 1988 đến 1990, Dobrovolski là một trong những cầu thủ Liên Xô đầu tiên được Nhà nước này đồng ý cho đi đá cho các câu lạc bộ nước ngoài. Đầu tiên ông đến Tây Ban Nha và lần lượt đá cho CD Castellón, Servette FC. Sau đó, ông sang Pháp đá cho Olympique de Marseille, rồi sang Ý đá cho Genoa C.F.C.. Sau một thời gian ngắn quay về Nga, ông lại sang đấu cho Atletico Madrid của Tây Ban Nha, Fortuna Düsseldorf của Đức.
Ở cấp quốc gia, Dobrovolski từng chơi trong đội hình U23 của Đội tuyển bóng đá quốc gia Liên Xô tại Thế vận hội mùa hè Seoul 1988 và cùng đội này đoạt huy chương vàng. Bản thân ông ghi 6 bàn thắng và đoạt giải Giày bạc. Sau đó, chơi trong đội hình U21 của Đội tuyển Liên Xô và giành cúp vô địch châu Âu năm 1990. Chơi trong đội hình chính thức của đội tuyển Liên Xô, ông đã tham gia Giải vô địch bóng đá thế giới năm 1990 và lọt vào vòng bảng của vòng chung kết tổ chức tại Ý. Ông đã khoác áo đội tuyển bóng đá quốc gia Liên Xô 25 lần và ghi 7 bàn thắng. 5 trong số các bàn thắng đó được ghi liên tiếp trong 5 trận đấu liên tục tại Seoul-Hàn Quốc 1988. 1 bàn nữa ghi vào lưới đội Argentina tại Italia 1990.
Khi Liên Xô tan rã, đội tuyển bóng đá SNG thay thế đội tuyển quốc gia Liên Xô tại Euro 1992. Dobrovolski tiếp tục tham gia đội tuyển này và ghi bàn thắng duy nhất cho đội này (trước đội tuyển bóng đá quốc gia Đức) tại vòng chung kết của giải ở Thụy Điển.
Tiếp theo, Dobrovlski thi đấu trong màu áo của Đội tuyển bóng đá quốc gia Nga và đã tham gia thi đấu tại vòng chung kết của Euro 1996 tổ chức tại Anh. Ông đã tham gia 18 trận của đội tuyển Nga và ghi 2 bàn thắng.

## Sự nghiệp huấn luyện viên
Năm 39 tuổi, Dobrovoski chuyển sang làm huấn luyện viên tại Tiligul Tiraspol, sau đó làm huấn luyện viên đội tuyển bóng đá quốc gia Moldova cho đến năm 2008.